# Malta (Poznań)

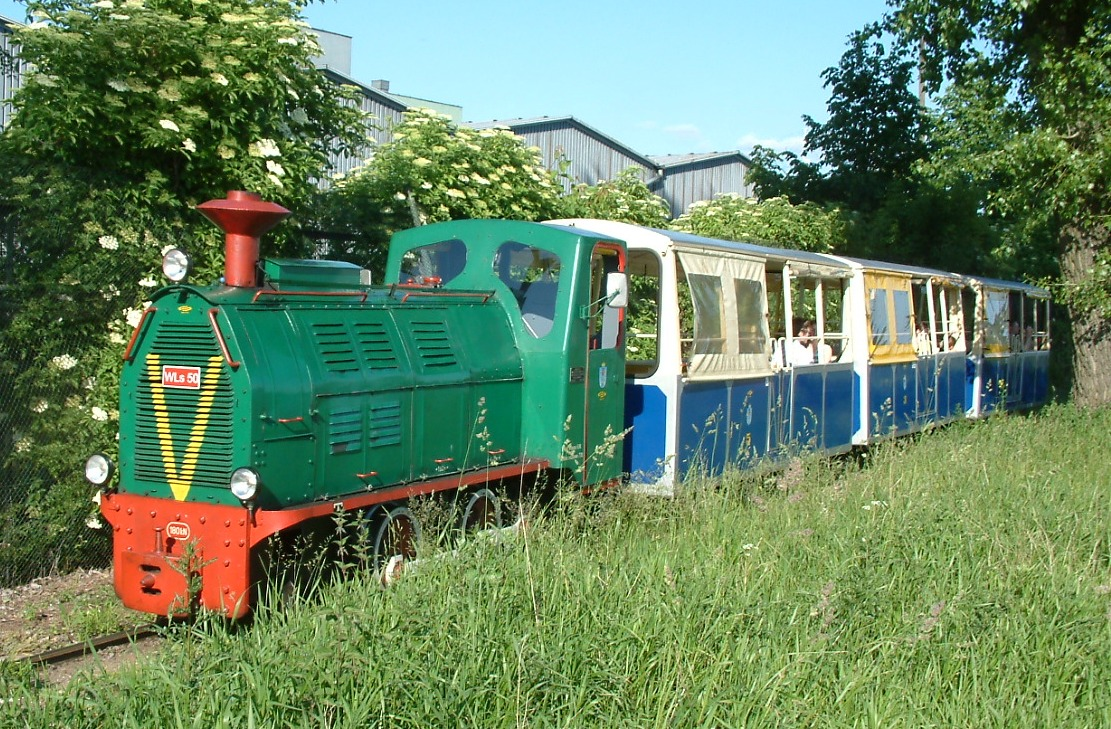
Maltanka mijająca gorzelnię

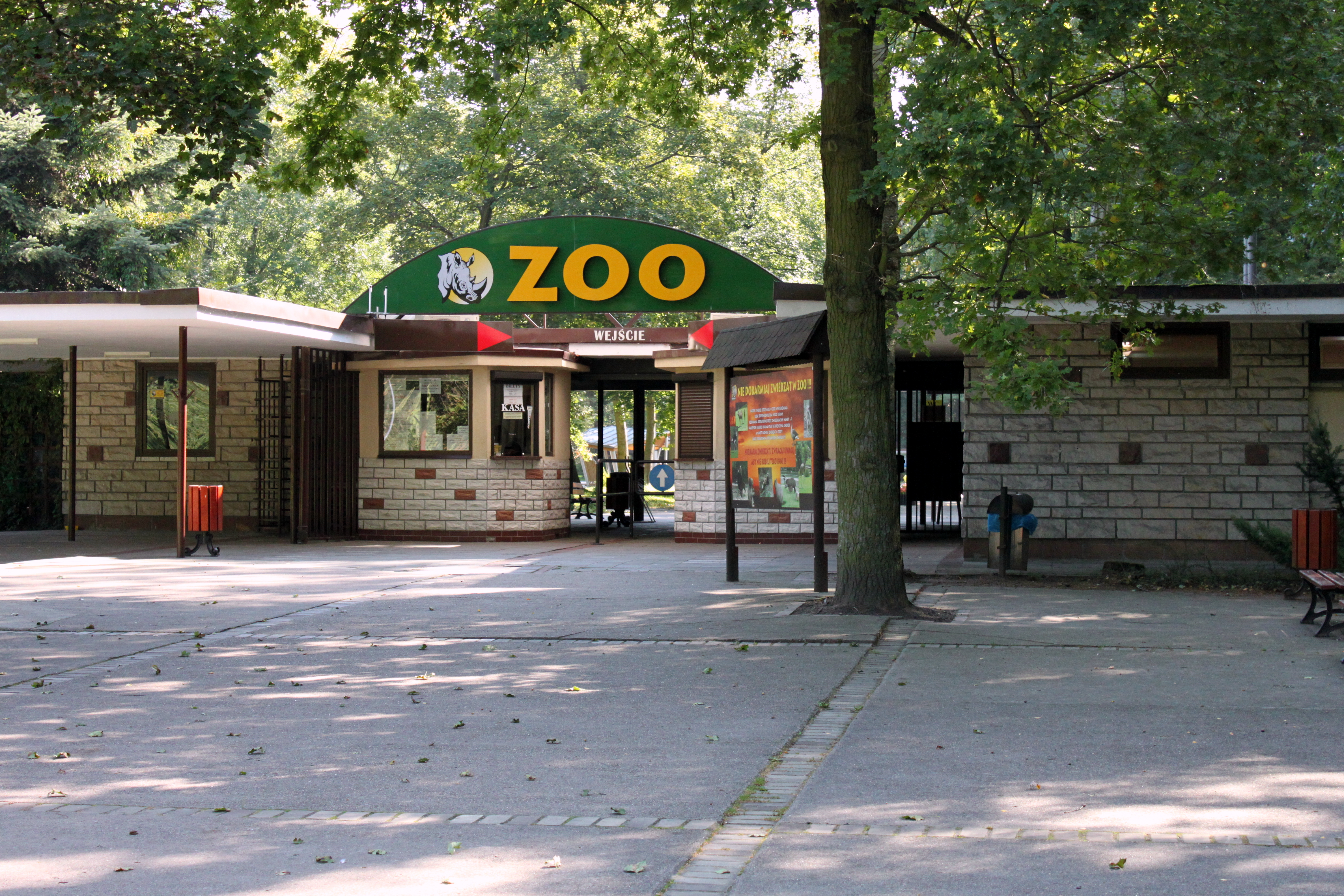
Wejście do Nowego Zoo od ul. Krańcowej (2014)

Malta – część Poznania, a zarazem jednostka obszarowa Systemu Informacji Miejskiej (SIM) mieszcząca się w obrębie pięciu jednostek pomocniczych: Osiedle Warszawskie-Pomet-Maltańskie, Osiedle Ostrów Tumski-Śródka-Zawady-Komandoria, Osiedle Rataje, Osiedle Chartowo i Osiedle Antoninek-Zieliniec-Kobylepole, leżąca na północnym i południowym brzegu Jeziora Maltańskiego.

## Historia
Nazwa pochodzi od joannitów, którzy osiedlili się na pobliskiej Komandorii w 1187. Zakonnicy założyli tutaj, przy rozwidleniu dróg na Śrem i Giecz, szpital z przytułkiem dla wędrowców. Potem wznieśli kościół św. Jana Jerozolimskiego za murami. Tereny dzisiejszej Malty zostały im nadane przez księcia Przemysła I i biskupa Radwana.
W okresie zaboru pruskiego tereny maltańskie były najbardziej popularnym miejscem rekreacji polskiej ludności Poznania. Na prawym brzegu Warty Niemcy praktycznie się nie osiedlali, a do tego było tu dużo pamiątek piastowskiej historii miasta oraz czasów I Rzeczypospolitej, w tym pobliski Ostrów Tumski z Katedrą. Wypoczywających przyciągała też urozmaicona krajobrazowo dolina Cybiny (w miejscu obecnego jeziora), łąki pełne urozmaiconych kwiatów na bukiety, piaszczyste wzgórza, stare cmentarze (np. świętojański), ogródki rozrywkowe oraz stawy i młyny. Silne związki polskiej młodzieży z Maltą oraz sytuacja polityczna w końcu I wojny światowej spowodowały, że powstał zamysł stworzenia w tym miejscu parku kultury. Inicjatorem tych działań był ksiądz Stanisław Łukomski. 15 września 1917 powstał Komitet Budowy Parku Narodowego przekształcony z wcześniejszego Funduszu na cele społeczne młodzieży.
W marcu 1919 Adam Ballenstaedt przygotował projekt Parku Narodowego o powierzchni 25 hektarów. Miało to być założenie regularne, oparte na 700-metrowej, głównej osi kompozycyjnej, wzdłuż której rozmieszczone miały być symetrycznie, w pasie o szerokości 260 metrów, boiska, hale sportowe, łazienki rzeczne, teatry i domy wypoczynkowe. Mimo że projekt Ballenstaedta był prekursorski w skali polskiej, to nigdy nie wyszedł poza fazę planowania – zrealizowano jedynie częściowo Kopiec Wolności. Niezależnie od tego stanowił punkt wyjścia dla kolejnych pomysłów na zagospodarowanie Malty w kolejnych dziesięcioleciach.
Idea rozwoju terenów maltańskich powróciła w 1930, kiedy to Towarzystwo Miłośników Miasta Poznania zorganizowało konferencję poświęconą rozwojowi zieleni miejskiej. W 1931 rozpisano konkurs na plan rozbudowy miasta Poznania. Koncepcję w tym zakresie nakreślili dyrektor Ogrodów Miejskich, Bogdan Marciniec oraz architekt Władysław Czarnecki. Pierwsze projekty tzw. Parku Wschodniego (118 hektarów) zakładały realizację Parku Narodowego z planów Ballenstaedta w okrojonej wersji. Przewidziano też budowę sztucznego akwenu umożliwiającego w porze latawej wiosłowanie i pływanie, przy czem szerokość przybasenu umożliwić miała urządzanie zawodów pływackich. W porze zimowej staw umożliwić miał uprawianie łyżwiarstwa, a skłony terenowe – sportów saneczkowych. Z około 1932 pochodzi klinowa koncepcja urządzenia zieleni poznańskiej autorstwa Czarneckiego. Zawarte w niej postulaty dotyczące Malty zostały jednak odsunięte w czasie, najpierw z uwagi na wielki kryzys, a potem napaść Niemiec na Polskę.
Niemieckie władze okupacyjne kontynuowały prace rozpoczęte przez Polaków i częściowo na podstawie wcześniejszych planów, przy czym nie przejmowały się skomplikowanymi stosunkami własnościowymi w obrębie doliny Cybiny oraz wykorzystywały darmową pracę więźniów narodowości polskiej i żydowskiej, częściowo z obozów pracy przymusowej.
Prace kontynuowano od 1947, a w 1952 spiętrzono Cybinę i utworzono Jezioro Maltańskie. W tym samym roku odbył się tu pierwsze międzynarodowe zawody wioślarskie w ramach Festiwalu Młodzieży i Studentów.

## Obiekty
Południową część Malty zajmuje sztuczne Jezioro Maltańskie powstałe poprzez spiętrzenie wód Cybiny oraz las komunalny, zaś wschodnia część zajęta jest przez tereny Nowego Zoo na Białej Górze. Jedynie północną część stanowi osiedle domków jednorodzinnych – Osiedle Maltańskie. Na zachód od osiedla znajduje się gorzelnia (dawniej Polmos Poznań, obecnie Wyborowa SA) oraz Park Tysiąclecia.
Tereny wokół Jeziora Maltańskiego stanowią jeden z ośrodków rekreacyjnych miasta, zaś samo jezioro jest torem regatowym. Kursuje tu Kolejka Parkowa Maltanka, a na brzegu i tafli jeziora znajdują się między innymi:
- Kopiec Wolności,
- Pomnik Harcerzy, upamiętniający harcerzy wielkopolskich poległych w walce o niepodległość w latach 1918–1920,
- Biała Góra,
- Nowe Zoo,
- Ogród Czasu,
- Fontanna na Malcie w Poznaniu,
- ośrodek rekreacji Malta Ski,
- Termy Maltańskie,
- sezonowe sztuczne lodowisko,
- sezonowe kino letnie,
- tor saneczkowy,
- park linowy,
- pole do gry w minigolfa, oraz pole treningowe,
- Galeria Malta,
- Poznański Węzeł Rowerowy i sezonowa wypożyczalnia rowerów MaltaBike,
- pomnik SS Poznań,
- Centrum Badawcze Polskiego Internetu Optycznego.